# Santa Cruz Blues Festival

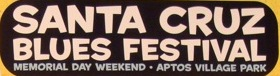

Das Santa Cruz Blues  Festival ist ein seit 1993 stattfindendes, zweitägiges Bluesfestival in der nordkalifornischen Stadt Santa Cruz. Gegründet wurde es von Bill Welch, Michael Blas und Phil Lewis. Bill Welch ist Besitzer von Moe's Alley, eines Bluesklubs. Zwei Jahre später stieß der Musikkritiker der San Jose Mercury News, Brad Kava, zum Team. In den 18 Jahren des Bestehens traten immer wieder große Namen des Blues und der Roots-Musik beim Festival auf. Bei der Durchführung des Festivals helfen 200 ehrenamtliche Mitarbeiter und mehr als ein Dutzend fest angestellte. Neben den Attraktionen für die Erwachsenen gibt es während des Festivals auch eine Kinderbetreuung.
Das Festival findet am Memorial-Day-(letzter Montag im Mai)-Wochenende im Aptos Village Park statt, einem natürlichen Amphitheater, das in der Nähe des Pazifischen Ozeans liegt und von Eichen und Mammutbäumen gesäumt ist.

## Künstler auf dem Festival(Auswahl)
- 1993 Albert Collins, Jimmy Rogers
- 1994 Johnny Copeland, Buddy Guy und Snooky Pryor
- 1995 Robert Cray, Bobby Blue Bland, Earl King
- 1996 John Lee Hooker, Dr. John, Elvin Bishop
- 1997 Luther Allison, Johnny Copeland,  Clarence Gatemouth Brown
- 1998 Neville Brothers, Roomful of Blues,  W. C. Clark
- 1999 Jimmie Vaughan, John Mayall, Rod Piazza, Gregg Allman, The Fabulous Thunderbirds
- 2000 Boz Scaggs, Lucky Peterson, Lil’ Ed and  The Blues  Imperials, Coco Montoya mit Debbie Davies, Tommy Castro, Lonnie Brooks
- 2001 Jonny Lang, Keb’ Mo’
- 2002 Sonny Landreth, Shemekia Copeland
- 2003 Ray Charles, The Ford Blues Band featuring Robben Ford & Chris Cain
- 2004 Angela Strehli & Tracy Nelson, Buddy Guy & Double Trouble, The Holmes Brothers
- 2005 Solomon Burke, Elvin Bishop
- 2006 B. B. King, Roomful of Blues
- 2007 Roy Rogers & the Delta Rhythm Kings, Etta James, Little Feat
- 2008 Bonnie Raitt, Pinetop Perkins, Hubert Sumlin, Willie "Big Eyes" Smith
- 2010 Susan Tedeschi und Derek Trucks, Taj Mahal, Buddy Guy, Coco Montoya